# 교향곡 37번 (모차르트)
볼프강 아마데우스 모차르트의 교향곡 37번 사장조 K. 444는 프란츠 요제프 하이든의 동생 미하엘 하이든의 교향곡 25번 사장조 MH 334 P. 16에, 모차르트가 아다지오 마에스토조의 서주를 써 더한 것이다.

## 개요
1783년 10월 고향 잘츠부르크를 거쳐 린츠에 도착한 모차르트는 같은 달 31일 툰 호엔슈타인 백작 저택에 머물며 환대를 받았고 백작에게서 연주회 개최와 그곳에서 선보이기 위한 새로운 교향곡 작곡을 의뢰받았다. 모차르트는 이를 쾌락하지만, 그 연주회의 날짜는 11월 4일, 불과 3일 후였다. 이날 쓰인 아버지 레오폴트에게 보낸 서한에서 모차르트는 "손에 들고 있는 교향곡이 하나도 없으니 지금부터 서둘러 작곡해야 한다"고 전하고 있다.
결국 연주회는 성공적으로 끝났기 때문에, 모차르트는 실제로 3일 만에 교향곡을 완성했다고 보지만, 린츠 체류기에 쓰인 것으로 여겨지는 교향곡은 2개(36번 K. 425 린츠 및 37번)가 존재하기 때문에, 이 두 곡 중 하나가 불과 3일 만에 만들어져 초연된 셈이다. 다음 1784년 5월 15일의 레오폴트에게의 서한에서 36번을 "툰 백작을 위해서 쓴 것"이라고 설명하고 있는 것으로부터, 이 전자의 것이 연주회용으로 작곡한 것이라고 간주되어 "린츠"의 통칭이 붙여지게 되었다.
그러나 1907년 미하엘 하이든 연구가 페르가(미하엘 하이든의 작품 번호를 나타내는 "P(erger)."는 그의 이름에 기반한다)에 의해 37번에 관한 또 다른 새로운 사실이 밝혀졌다. 그동안 모차르트의 교향곡 37번으로 알려진 작품은 미하엘 하이든이 1783년 5월에 작곡한 전 3악장의 교향곡 25번 P. 16에 모차르트가 작곡한 서주를 덧붙인 것에 불과한 것으로 판명된 것이다. 모차르트가 고친 부분은 첫 악장에 추가한 서주를 포함, 악기 변경 및 기타 변경 사항이 포함된다. 이에 따라 1964년에 간행된 케헬 카탈로그 제6판에서는 이 서주만을 모차르트의 작품으로 기재하고 케헬 번호도 종래의 K. 444에서 K. 425a/Anh. A53(Anh.는 단편 등을 나타낸다)로 변경되었다.